# Conde dos Arcos
O título de Conde dos Arcos foi criado pelo Rei D. Filipe II de Portugal (III de Espanha), a 8 de Fevereiro de 1620, a favor de D. Luís de Lima e Brito Nogueira.
Os Noronhas de Alarcão são a família dos Condes dos Arcos, título ao qual se juntaram os títulos de Conde de São Miguel, Visconde de Trancoso e Conde de Vila Nova de Cerveira.
Nos dias de hoje, o títular é D. Pedro José Wagner de Noronha de Alarcão.

## Lista de Condes dos Arcos
1. D. Luís de Lima e Brito Nogueira, falecido a 26 de Junho de 1647, filho de D. Lourenço de Lima e Brito Nogueira, 6.° Visconde de Vila Nova de Cerveira, e de sua mulher Luísa de Távora, casado com Victoire de Cardaillac, filha de Gilbert-François de Cardaillac (? - Gard, 10 mars 1622), marquis de Cardaillac, baron de la Capelle-Marival, e de sua mulher Madeleine de Bourbon (? - 1638), neta paterna de Henri Antoine de Cardaillac de Boisbonne, seigneur et baron et de la Capelle-Marival, e de sua mulher Vittoria d'Aquino, filha de Antonio IV d' Aquino (? - Châteauneuf-sur-Loire, 1555), 2.° Marchese di Corato, e de sua mulher Isabella Caracciolo (? - 1555), e neta materna de Henri I de Bourbon (20 de Fevereiro de 1544 - Miremont, 1611), vicomte titulaire de Lavedan, baron de Malause, e de sua mulher Françoise de Saint-Exupéry, dame de Miremont
2. D. Lourenço Maria de Lima e Brito Nogueira, solteiro e sem geração
3. D. Tomás de Noronha, casado com D. Madalena de Brito e Bourbon, irmã do 2.° Conde dos Arcos
4. D. Marcos de Noronha, casado com Maria Josefa de Távora
5. D. Tomás de Noronha (1 de maio de 1679 - 8 de setembro de 1760), casado com Madalena Bruna de Castro
6. D. Marcos José de Noronha e Brito (4 de maio de 1712 - 14 de agosto de 1768), casado com Maria Xavier de Lencastre, Vice-rei do Estado do Brasil (em Salvador, 1755-1760)
7. D. Juliana Xavier de Lencastre
8. D. Marcos de Noronha e Brito, último Vice-rei do Brasil e Capitão General de Mar e Terra dos Estados do Brasil (1806-1808)
9. D. Manuel de Noronha e Brito
10. D. Nuno de Noronha e Brito
11. D. Maria do Carmo Giraldes Barba de Noronha e Brito
12. D. José Manuel de Noronha e Brito de Meneses de Alarcão
13. D. Marcos José Wagner de Noronha de Alarcão
14. D. Pedro José Wagner de Noronha de Alarcão

Após a instauração da República e o fim do sistema nobiliárquico, foram pretendentes ao título D. José Manuel de Noronha e Brito de Menezes de Alarcão e, atualmente, D. Pedro José Wagner de Noronha de Alarcão.